# Dan Houser
Dan Houser, né en 1974, est un producteur britannique de jeux vidéo, frère de Sam Houser.
Pendant son enfance, Dan rêvait de devenir un star de rock. Dans l'espoir de le devenir, il intègre la Saint Paul's School de Londres où il rencontrera Terry Donovan (qui a ensuite cofondé Rockstar Games avec eux). Cherchant à percer dans l'industrie vidéoludique, il a rejoint BMG Music pour intégrer la division interactive de BMG Music en 1993. Il rejoint par la suite la division jeux vidéo de BMG qui a été rachetée en 1998 par Take-Two Interactive.
En 2021, après son départ de Rockstar Games, il fonde Absurd Ventures, une société qui produit du contenu dans plusieurs domaine de divertissement, y compris le jeu vidéo. 

## Biographie
Il est l'ancien coprésident de Rockstar Games, qu'il a cofondé avec son frère Sam. Il est connu surtout depuis la sortie du premier grand blockbuster de Rockstar Games, Grand Theft Auto III. Ensuite, il devient le producteur et scénariste principal de la série Grand Theft Auto et des autres jeux Rockstar.
En 2009, Dan et Sam sont apparus dans la liste du magazine Time des 100 personnes les plus influentes dans le monde, dans la catégorie artistes et personnalités de divertissement.
En 2015, il est incarné par Ian Attard dans le téléfilm The Gamechangers pour la BBC tandis que Sam Houser est joué par Daniel Radcliffe.
Le 4 février 2020, l'éditeur américain Take Two Interactive annonce que Dan Houser quitte Rockstar Games. Son départ a eu lieu le 11 mars 2020.
Le 23 juin 2021, Dan Houser revient dans l'industrie en déposant les noms Absurd Ventures LLC dans le Delaware et Absurd Ventures In Games au Royaume-Uni.
Le 16 juin 2023, Dan Houser officialise la création de Absurd Ventures. Il est rejoint par Lazlow Jones, producteur des jeux Grand Theft Auto ou encore Red Dead Redemption 1 et 2. De plus, Michael Unsworth, ancien scénariste de Rockstar Games ayant travaillé avec Dan Houser, rejoint aussi le studio.

## Producteur
- Grand Theft Auto III (2001)
- Smuggler's Run: Warzones (2002)
- Grand Theft Auto: Vice City (2002)
- Grand Theft Auto: San Andreas (2004)
- Grand Theft Auto: Liberty City Stories (2005)
- Grand Theft Auto: Vice City Stories (2006)
- Bully (2006)
- Grand Theft Auto IV (2008)
- Grand Theft Auto IV: The Lost and Damned (2009)
- Grand Theft Auto: The Ballad of Gay Tony (2009)
- Red Dead Redemption (2010)
- L.A. Noire (2011)
- Max Payne 3 (2012)
- Grand Theft Auto V (2013)
- Red Dead Redemption II (2018)
- A Better Paradise (depuis 2024)

## Scénariste

### Jeux vidéo
- Grand Theft Auto: London 1969 (1999)
- Grand Theft Auto 2 (1999)
- Grand Theft Auto III (2001)
- Smuggler's Run 2 (2001)
- Grand Theft Auto: Vice City (2002)
- Grand Theft Auto: San Andreas (2004)
- Grand Theft Auto: Liberty City Stories (2005)
- Grand Theft Auto: Vice City Stories (2006)
- Bully (2006)
- Grand Theft Auto IV (2008)
- Grand Theft Auto IV: The Lost and Damned (2009)
- Grand Theft Auto: The Ballad of Gay Tony (2009)
- Red Dead Redemption (2010)
- Max Payne 3 (2012)
- Grand Theft Auto V (2013)
- Red Dead Redemption II (2018)
- Jeu dans l'univers de A Better Paradise (TBD)

### Autres
- A Better Paradise (depuis 2024) (fiction audio)
- A Better Paradise (automne 2025) (adaptation en roman)
- A Better Paradise (TBD) (série télévisée)
- American Caper (2025) (roman illustré)

## Doubleur
Tout comme son frère, Dan Houser a prêté sa voix à plusieurs personnages de jeux.
- X-Squad (2000)
- Grand Theft Auto III (2001)
- Grand Theft Auto: Vice City (2002)
- Grand Theft Auto IV (2008)